# Кемроуз (муніципальний район)
Графство Кемроуз (англ. Camrose County) — муніципальний район в Канаді, у провінції Альберта.

## Населення
За даними перепису 2016 року, муніципальний район нараховував 8458 жителів, показавши зростання на 5,7%, порівняно з 2011-м роком. Середня густина населення становила 2,5 осіб/км².
З офіційних мов обидвома одночасно володіли 240 жителів, тільки англійською — 8 185, а 30 — жодною з них. Усього 755 осіб вважали рідною мовою не одну з офіційних, з них 35 — українську.
Працездатне населення становило 73,9% усього населення, рівень безробіття — 6% (7,1% серед чоловіків та 4,8% серед жінок). 69,8% були найманими працівниками, 29,4% — самозайнятими.
Середній дохід на особу становив $54 272 (медіана $40 697), при цьому для чоловіків — $67 307, а для жінок $39 864 (медіани — $53 376 та $30 259 відповідно).
29,2% мешканців мали закінчену шкільну освіту, не мали закінченої шкільної освіти — 20,3%, 50,5% мали післяшкільну освіту, з яких 23,9% мали диплом бакалавра, або вищий, 30 осіб мали вчений ступінь.
| Статево-вікова структура населення | Статево-вікова структура населення | Статево-вікова структура населення | Статево-вікова структура населення | Статево-вікова структура населення |
| ---------------------------------- | ---------------------------------- | ---------------------------------- | ---------------------------------- | ---------------------------------- |
|                                    |                                    |                                    |                                    |                                    |
| Всього                             | Всього                             | 52,2%47,8%                         |                                    |                                    |
| 0 — 14 років                       | 0 — 14 років                       |                                    | 19,6%                              | 19,6%                              |
| 15 — 64 років                      | 15 — 64 років                      |                                    | 65,3%                              | 65,3%                              |
| 65 і більше                        | 65 і більше                        |                                    | 15,1%                              | 15,1%                              |
| 85 і більше                        | 85 і більше                        |                                    | 0,8%                               | 0,8%                               |
| Середній вік (років)               | Середній вік (років)               | 40,439,9                           | 40,1                               | 40,1                               |
| Медіана (років)                    | Медіана (років)                    | 42,3                               | 42,3                               | 42,3                               |
| — чоловіки — жінки                 |                                    |                                    |                                    |                                    |

| Походження мешканців:     | Походження мешканців:     | Походження мешканців: | Походження мешканців: | Походження мешканців: |
| ------------------------- | ------------------------- | --------------------- | --------------------- | --------------------- |
| Походження                |                           |                       | осіб                  | %                     |
| Корінні американці        | Корінні американці        |                       | 365                   | 4.48%                 |
| Інше північноамериканське | Інше північноамериканське |                       | 1 985                 | 24.37%                |
| Європейське               | Європейське               |                       | 7 050                 | 86.56%                |
| британське                | британське                |                       | 3 730                 | 45.79%                |
| французьке                | французьке                |                       | 770                   | 9.45%                 |
| українське                | українське                |                       | 920                   | 11.3%                 |
| Карибське                 | Карибське                 |                       | 10                    | 0.12%                 |
| Латинськоамериканське     | Латинськоамериканське     |                       | 55                    | 0.68%                 |
| Африканське               | Африканське               |                       | 10                    | 0.12%                 |
| Азійське                  | Азійське                  |                       | 80                    | 0.98%                 |

| Зайнятість населення за галузями (за класифікацією NOC): | Зайнятість населення за галузями (за класифікацією NOC): | Зайнятість населення за галузями (за класифікацією NOC): | Зайнятість населення за галузями (за класифікацією NOC): | Зайнятість населення за галузями (за класифікацією NOC): |
| -------------------------------------------------------- | -------------------------------------------------------- | -------------------------------------------------------- | -------------------------------------------------------- | -------------------------------------------------------- |
|                                                          |                                                          |                                                          |                                                          |                                                          |
| Управління                                               | Управління                                               |                                                          | 21,8%                                                    | 21,8%                                                    |
| Бізнес, фінанси та адміністрування                       | Бізнес, фінанси та адміністрування                       |                                                          | 13,6%                                                    | 13,6%                                                    |
| Природничі та прикладні науки                            | Природничі та прикладні науки                            |                                                          | 2,8%                                                     | 2,8%                                                     |
| Охорона здоров'я                                         | Охорона здоров'я                                         |                                                          | 5,7%                                                     | 5,7%                                                     |
| Освіта, правозахист, муніципальні та урядові служби      | Освіта, правозахист, муніципальні та урядові служби      |                                                          | 6,5%                                                     | 6,5%                                                     |
| Мистецтво, культура, відпочинок та спорт                 | Мистецтво, культура, відпочинок та спорт                 |                                                          | 1,9%                                                     | 1,9%                                                     |
| Роздрібна торгівля та послуги                            | Роздрібна торгівля та послуги                            |                                                          | 13,9%                                                    | 13,9%                                                    |
| Гуртова торгівля, транспорт та обладнання                | Гуртова торгівля, транспорт та обладнання                |                                                          | 22,4%                                                    | 22,4%                                                    |
| Природні ресурси, сільське господарство                  | Природні ресурси, сільське господарство                  |                                                          | 7,8%                                                     | 7,8%                                                     |
| Виробництво                                              | Виробництво                                              |                                                          | 3,5%                                                     | 3,5%                                                     |

## Населені пункти
До складу муніципального району входять місто Камрось (Альберта), містечко Бешоу, села Болф, Біттерн-Лейк, Розалінд, Ферінтош, Едберґ, Гей-Лейкс, а також хутори, інші малі населені пункти та розосереджені поселення.

## Клімат
Середня річна температура становить 2,7°C, середня максимальна – 21,3°C, а середня мінімальна – -19,7°C. Середня річна кількість опадів – 468 мм.
| Клімат поселення                              | Клімат поселення | Клімат поселення | Клімат поселення | Клімат поселення | Клімат поселення | Клімат поселення | Клімат поселення | Клімат поселення | Клімат поселення | Клімат поселення | Клімат поселення | Клімат поселення | Клімат поселення |
| Показник                                      | Січ.             | Лют.             | Бер.             | Квіт.            | Трав.            | Черв.            | Лип.             | Серп.            | Вер.             | Жовт.            | Лист.            | Груд.            |                  |
| Середній максимум, °C                         | −7,42            | −3,94            | 1,46             | 10,22            | 16,52            | 20,70            | 21,31            | 20,57            | 15,26            | 9,47             | −0,24            | −6,21            |                  |
| Середня температура, °C                       | −13,58           | −10,1            | −4,69            | 4,10             | 10,37            | 14,53            | 16,50            | 15,76            | 10,46            | 4,68             | −5,05            | −11              |                  |
| Середній мінімум, °C                          | −19,73           | −16,25           | −10,84           | −2,07            | 4,23             | 8,39             | 11,71            | 10,97            | 5,65             | −0,13            | −9,84            | −15,82           |                  |
| Норма опадів, мм                              | 24               | 17               | 25               | 24               | 46               | 80               | 88               | 63               | 43               | 19               | 19               | 20               |                  |
| Середньомісячна швидкість вітру, м/с          | 3.30             | 3.30             | 3.50             | 3.80             | 3.80             | 3.50             | 3.20             | 3.00             | 3.20             | 3.40             | 3.50             | 3.40             |                  |
| Середньомісячна сонячна радіація, кДж/м²·день | 3633             | 7204             | 12192            | 17347            | 20626            | 21954            | 22381            | 18813            | 12863            | 7693             | 3880             | 2720             |                  |
| --------------------------------------------- | ---------------- | ---------------- | ---------------- | ---------------- | ---------------- | ---------------- | ---------------- | ---------------- | ---------------- | ---------------- | ---------------- | ---------------- | ---------------- |
| Джерело:                                      |                  |                  |                  |                  |                  |                  |                  |                  |                  |                  |                  |                  |                  |